# Odontoanserae
Odontoanserae è un clade proposto che comprende la famiglia Pelagornithidae (uccelli pseudo-dentati) e il clade Anserimorphae (l'ordine Anseriformes e i loro parenti e affini). Il posizionamento degli uccelli pseudo-dentati all'interno dell'albero evolutivo degli uccelli fu piuttosto problematico, con alcuni studiosi che li accostavano vicino agli ordini Procellariformes e Pelecaniformes basandosi sulle caratteristiche dello sterno.
Nel 2005, un'analisi cladistica aveva trovato supporto nel collocare gli uccelli pseudo-dentati come sister group degli uccelli acquatici. La prova di ciò proviene da caratteristiche condivise nel cranio, come la mancanza di una cresta sul lato inferiore dell'osso palatino e due condili sul processo mandibolare del quadrato osseo, con il condilo centrale a becco del condilo laterale. In aggiunta a ciò entrambi i gruppi hanno caratteristiche simili nelle loro regioni pelviche e pettorali. Inoltre uno studio del 2013 sul modello di crescita e la struttura degli pseudo-denti in Pelagornis mauretanicus mostra un maggiore supporto di Odontoanserae in quanto entrambi i gruppi hanno una "rhamphotheca morbida, o ad indurimento ritardato". Oltre a Pelagornithidae e Anseriformes, i paleontologi hanno sono stati in grado di collocare anche i Dromornithidae e i Gastornithidae in questo gruppo, poiché anch'essi condividono le caratteristiche anatomiche del cranio e delle ossa pelviche con questi uccelli acquatici. I dromornithidi ed i gastornithidi sono più derivati degli uccelli pseudo-dentati e sono più vicini ad Anseriformes. Un'ipotesi è che gastornithidi e dromornithidi siano sister group consecutivi degli anseriformi, mentre un'altra ipotesi colloca i dromornithidi come anseriformi corona strettamente imparentati con gli animidi (Anhimidae).
Di seguito è riportato il consenso generale sulla filogenesi:
|  | †Dromornithidae                                                                  |
|  |                                                                                  |
|  | \| \| †Vegaviidae \| \| \| \| \| \| Anseriformes (animidi e anatidi) \| \| \| \| |
|  |                                                                                  |
|  | †Vegaviidae                                                                      |
|  |                                                                                  |
|  | Anseriformes (animidi e anatidi)                                                 |
|  |                                                                                  |

|  | †Vegaviidae                      |
|  |                                  |
|  | Anseriformes (animidi e anatidi) |
|  |                                  |

|  | †Dromornithidae                                                                  |
|  |                                                                                  |
|  | \| \| †Vegaviidae \| \| \| \| \| \| Anseriformes (animidi e anatidi) \| \| \| \| |
|  |                                                                                  |
|  | †Vegaviidae                                                                      |
|  |                                                                                  |
|  | Anseriformes (animidi e anatidi)                                                 |
|  |                                                                                  |

|  | †Vegaviidae                      |
|  |                                  |
|  | Anseriformes (animidi e anatidi) |
|  |                                  |

|  | †Dromornithidae                                                                  |
|  |                                                                                  |
|  | \| \| †Vegaviidae \| \| \| \| \| \| Anseriformes (animidi e anatidi) \| \| \| \| |
|  |                                                                                  |
|  | †Vegaviidae                                                                      |
|  |                                                                                  |
|  | Anseriformes (animidi e anatidi)                                                 |
|  |                                                                                  |

|  | †Vegaviidae                      |
|  |                                  |
|  | Anseriformes (animidi e anatidi) |
|  |                                  |

|  | †Dromornithidae                                                                  |
|  |                                                                                  |
|  | \| \| †Vegaviidae \| \| \| \| \| \| Anseriformes (animidi e anatidi) \| \| \| \| |
|  |                                                                                  |
|  | †Vegaviidae                                                                      |
|  |                                                                                  |
|  | Anseriformes (animidi e anatidi)                                                 |
|  |                                                                                  |

|  | †Vegaviidae                      |
|  |                                  |
|  | Anseriformes (animidi e anatidi) |
|  |                                  |

Tuttavia, un documento del 2017 di Worthy e colleghi ha trovato una filogenesi alternativa riguardo ad Anserimorphae. Aggiungendo nuovi caratteri addizionali, oltre a incorporare diversi nuovi taxa in matrici stabilite, gli autori hanno trovato gastornithidi e dromornithidi come sister taxa e potrebbero essere collocati nell'ordine Gastornithiformes. Inoltre hanno trovato sostegno che la famiglia Vegaviidae (solitamente classificata come anseriformi corona o il loro sister taxon) sono più legati ai gastornitiformi che agli anseriformi (che hanno creato l'ordine monotipico Vegaviiformes). Gli autori hanno notato che il supporto del bootstrap è debolmente supportato e diverse filogenesi alternative nella loro carta hanno trovato invece gastornitiformi come galliformi derivati. Di seguito è riportata una filogenesi semplificata che mostra la loro filogenesi che supporta i gastornitiformi come anserimorfi:
|                    | †Vegaviiformes                                                      |
|                    |                                                                     |
| †Gastornithiformes | \| \| †Gastornithidae \| \| \| \| \| \| †Dromornithidae \| \| \| \| |
|                    | \| \| †Gastornithidae \| \| \| \| \| \| †Dromornithidae \| \| \| \| |
|                    | †Gastornithidae                                                     |
|                    |                                                                     |
|                    | †Dromornithidae                                                     |
|                    |                                                                     |

|  | †Gastornithidae |
|  |                 |
|  | †Dromornithidae |
|  |                 |

|                    | †Vegaviiformes                                                      |
|                    |                                                                     |
| †Gastornithiformes | \| \| †Gastornithidae \| \| \| \| \| \| †Dromornithidae \| \| \| \| |
|                    | \| \| †Gastornithidae \| \| \| \| \| \| †Dromornithidae \| \| \| \| |
|                    | †Gastornithidae                                                     |
|                    |                                                                     |
|                    | †Dromornithidae                                                     |
|                    |                                                                     |

|  | †Gastornithidae |
|  |                 |
|  | †Dromornithidae |
|  |                 |

Nel 2019, venne descritto nuovo genere, Conflicto, dai depositi del Paleocene inferiore in Antartide. Conosciuto quasi completamente da ossa associate di un singolo individuo, Tambussi et al. (2019) hanno incorporato il nuovo taxon in un'analisi filogenetica utilizzando i dati della matrice di Worthy et al. (2017). I loro risultati non solo hanno sostenuto il sister group tra vegaviidi e gastornithidi e dromornithidi (che includeva Vegaviidae in Gastornithiformes), ma vi hanno inoltre aggiunto anche altri due taxa: la specie Anatalavis rex, e la famiglia Presbyornithidae, tradizionalmente collocati come parte della corona anseriforme, dimostrando di essere anseriformi derivati. Di seguito è riportato il cladogramma della filogenesi di Tambussi et al. (2019):
|  | †Vegaviidae                                                         |
|  |                                                                     |
|  | \| \| †Gastornithidae \| \| \| \| \| \| †Dromornithidae \| \| \| \| |
|  |                                                                     |
|  | †Gastornithidae                                                     |
|  |                                                                     |
|  | †Dromornithidae                                                     |
|  |                                                                     |

|  | †Gastornithidae |
|  |                 |
|  | †Dromornithidae |
|  |                 |

|  | †Conflicto antarcticus |
|  |                        |
|  | †Anatalavis rex        |
|  |                        |

|  | †Presbyornithidae                |
|  |                                  |
|  | Anseriformes (animidi e anatidi) |
|  |                                  |

|  | †Conflicto antarcticus |
|  |                        |
|  | †Anatalavis rex        |
|  |                        |

|  | †Presbyornithidae                |
|  |                                  |
|  | Anseriformes (animidi e anatidi) |
|  |                                  |

|  | †Vegaviidae                                                         |
|  |                                                                     |
|  | \| \| †Gastornithidae \| \| \| \| \| \| †Dromornithidae \| \| \| \| |
|  |                                                                     |
|  | †Gastornithidae                                                     |
|  |                                                                     |
|  | †Dromornithidae                                                     |
|  |                                                                     |

|  | †Gastornithidae |
|  |                 |
|  | †Dromornithidae |
|  |                 |

|  | †Conflicto antarcticus |
|  |                        |
|  | †Anatalavis rex        |
|  |                        |

|  | †Presbyornithidae                |
|  |                                  |
|  | Anseriformes (animidi e anatidi) |
|  |                                  |

|  | †Conflicto antarcticus |
|  |                        |
|  | †Anatalavis rex        |
|  |                        |

|  | †Presbyornithidae                |
|  |                                  |
|  | Anseriformes (animidi e anatidi) |
|  |                                  |

|  | †Vegaviidae                                                         |
|  |                                                                     |
|  | \| \| †Gastornithidae \| \| \| \| \| \| †Dromornithidae \| \| \| \| |
|  |                                                                     |
|  | †Gastornithidae                                                     |
|  |                                                                     |
|  | †Dromornithidae                                                     |
|  |                                                                     |

|  | †Gastornithidae |
|  |                 |
|  | †Dromornithidae |
|  |                 |

|  | †Conflicto antarcticus |
|  |                        |
|  | †Anatalavis rex        |
|  |                        |

|  | †Presbyornithidae                |
|  |                                  |
|  | Anseriformes (animidi e anatidi) |
|  |                                  |

|  | †Conflicto antarcticus |
|  |                        |
|  | †Anatalavis rex        |
|  |                        |

|  | †Presbyornithidae                |
|  |                                  |
|  | Anseriformes (animidi e anatidi) |
|  |                                  |

|  | †Vegaviidae                                                         |
|  |                                                                     |
|  | \| \| †Gastornithidae \| \| \| \| \| \| †Dromornithidae \| \| \| \| |
|  |                                                                     |
|  | †Gastornithidae                                                     |
|  |                                                                     |
|  | †Dromornithidae                                                     |
|  |                                                                     |

|  | †Gastornithidae |
|  |                 |
|  | †Dromornithidae |
|  |                 |

|  | †Conflicto antarcticus |
|  |                        |
|  | †Anatalavis rex        |
|  |                        |

|  | †Presbyornithidae                |
|  |                                  |
|  | Anseriformes (animidi e anatidi) |
|  |                                  |

|  | †Conflicto antarcticus |
|  |                        |
|  | †Anatalavis rex        |
|  |                        |

|  | †Presbyornithidae                |
|  |                                  |
|  | Anseriformes (animidi e anatidi) |
|  |                                  |